# Kharīleh
Kharīleh (persiska: خريله) är en ort i Iran.   Den ligger i provinsen Kurdistan, i den nordvästra delen av landet, 300 km väster om huvudstaden Teheran. Kharīleh ligger 1 822 meter över havet och antalet invånare är 656.
Terrängen runt Kharīleh är platt åt sydväst, men åt nordost är den kuperad.Runt Kharīleh är det ganska tätbefolkat, med 58 invånare per kvadratkilometer. Närmaste större samhälle är Qorveh, 11,1 km väster om Kharīleh. Trakten runt Kharīleh består i huvudsak av gräsmarker.